# From the Crates to the Files: The Lost Sessions
Albums de Lord Finesse
The Awakening
(1996) Rare and Unreleased
(2006)
From the Crates to the Files: The Lost Sessions est une compilation de Lord Finesse, sortie le 9 septembre 2003.
Cet album comprend des morceaux déjà publiés dans les trois premiers albums de l'artiste ainsi que des remixes et des inédits.

## Liste des titres
| No  | Titre                                                                               | Contient un (des) sample(s) de | Durée |
| --- | ----------------------------------------------------------------------------------- | --- | ----- |
| 1.  | Intro (Produit par Lord Finesse)                                                    | | 2:02  |
| 2.  | Return of the Funkyman (Remix) (Produit Lord Finesse et Showbiz)                    | | 5:06  |
| 3.  | Isn't He Something (Produit par Diamond D)                                          | | 4:42  |
| 4.  | Isn't He Something (Extra P Session Mix) (Produit par Large Professor)              | | 4:53  |
| 5.  | Show'em How We Do Things (featuring Harry-O et Shelrumble)                          | | 5:37  |
| 6.  | Yes You May (Remix) (featuring Big L – Produit par Todd Ray)                        | I'll Play the Blues for You (Live) d'Albert King The Rill Thing de Little Richard | 4:02  |
| 7.  | You Know What I'm About (Original Version) (featuring Big L – Produit par Todd Ray) | Funky Broadway de James Brown | 4:31  |
| 8.  | You Know What I'm About (Produit par Lord Finesse)                                  | | 4:18  |
| 9.  | Check Me Out Baby Pah (featuring Page The Hand Grenade – Produit par Lord Finesse)  | A Divine Image de David Axelrod Hip 2 Da Game de Lord Finesse Long Red de Mountain Just Rhymin' With Biz de Big Daddy Kane featuring Biz Markie | 4:77  |
| 10. | S.K.I.T.S. (Produit par Lord Finesse)                                               | | 4:06  |
| 11. | S.K.I.T.S. (Remix) (Produit par Lord Finesse)                                       | Submission de Tyrone Washington Why Can't People Be Colors Too? des Whatnauts | 4:06  |
| 12. | Check the Method (Produit par Lord Finesse)                                         | Blues and Pants de James Brown Da Graveyard de Big L et Lord Finesse featuring Jay-Z, Party Arty et Grand Daddy I.U. The Boss de James Brown La Di Da Di de Doug E. Fresh et Slick Rick Keep It Rollin' de A Tribe Called Quest featuring Large Professor | 4:17  |
| 13. | Pull Ya Card (Produit par Lord Finesse)                                             | Blind Alley des Emotions | 4:42  |
| 14. | Rules We Live By (featuring Armageddon et Fat Joe – Produit par Lord Finesse)       | Windmills of Your Mind du Stereo Action Orchestra | 4:26  |